# Гольшанский, Андрей Иванович
Андре́й Ива́нович Гольша́нский (ок. 1374 — до 1420) — князь вязынский, князь-наместник киевский. Представитель рода Гольшанских (Ольшанских).
Женат на Александре Дмитриевне (ок. 1380—1426), из рода Друцких. Происхождение Друцких спорно, так как неизвестно, кто являлся отцом Александры: Дмитрий Семёнович Друцкий или Дмитрий Ольгердович (основателей князей Трубецких).

## Дети
- Василиса (?—1448). Муж: Иван Владимирович Бельский; второй муж: князь Михаил Семенович (после 1446)[1];
- Софья (около 1405—1461). Муж: Ягайло, король польский[1];
- Мария (?—после 1456). Муж: Ильяш Мушати (с 1425), господарь молдавский[1].